# Museu Memória do Bixiga
O Museu Memória do Bixiga conta sobre o passado dos imigrantes italianos da região. Fundado em 1981, é um dos mais antigos museus de São Paulo. A instituição se localiza em uma típica construção do século XX, na Rua dos Ingleses, 118. De 2005 a 2010 a casa ficou fechada; porém, foi posteriormente reaberta ao público.

## Histórico
Aberto em 1981, o Museu Memória do Bixiga foi concebido pelo agitador cultural do bairro, Armando Puglisi, conhecido popularmente como Armandinho do Bixiga, e apresenta objetos sobre os imigrantes italianos na região. A maioria dos itens expostos foram doados por Puglisi ou por moradores do bairro.

## Acervo
O acervo do museu por 1,5 mil itens distintos, além de 8 mil fotografias inclusive objetos de Adoniran Barbosa.  Entre os itens expostos, muitos deles doados pelo próprio criador do local, é possível encontrar máquinas de fazer massas e garrafas em que eram entregues o leite de porta em porta na época, há também uniformes clássicos da escola de samba Vai-Vai, sapatos de Carmen Miranda, armas da Revolução de 1932 e cadeira de dentista da década de 1920 e fotos do Bixiga.
A casa é mais espaçosa do que a sua primeira sede. No piso térreo, os visitantes podem encontrar uma geladeira de mais de 100 anos, um par de luvas do "Piranha", Pedro Galasso, veterano pugilista e também residente do bairro, e correspondências da época da Segunda Guerra Mundial.
Apesar de pouco se saber sobre a casa que abriga o Museu Memória do Bixiga, ela foi construída no início do século XX é tombada pelo Conpresp. Por problemas administrativos, o local ficou fechado entre 2005 e 2010, tendo sido reaberto em 18 de março de 2010.